# Márcio Mossoró
José Márcio da Costa, bekannt als Márcio Mossoró oder einfach nur Mossoró (* 4. Juli 1983 in Mossoró) ist ein brasilianischer Fußballspieler.

## Karriere

### Jugend
Márcio Mossoró wurde am 4. Juli 1983 als José Márcio da Costa in der brasilianischen Stadt Mossoró, Rio Grande do Norte geboren, woher auch sein Spitzname Mossoró stammt. Im Jahr 1999 begann er seine fußballerische Karriere in der U17-Mannschaft des brasilianischen Vereins Ferroviário AC.

### Vereine
Sein Debüt im Profifußball gab Mossoró 2001 im Hauptkader des Vereins Ferroviário AC. Im Jahr 2002 wechselte er zu Santa Catarina Clube, wo es ihn nicht lange hielt. Noch im selben Jahr wurde sein Wechsel zu Paulista FC bekannt gegeben, wo er ab 2003 auch spielte. 2005 gewann Mossoró gemeinsam mit seinem Verein die Copa do Brasil, wobei er verschiedene Vereine auf sich aufmerksam machte. Zur zweiten Saisonhälfte 2005 unterschrieb er einen Vertrag mit dem Internacional Porto Alegre.
Juli 2007 wurde der Mittelfeldspieler vom Internacional nach Portugal zu Marítimo Funchal verliehen. Nach einer hervorragenden Saison 2007/08 im portugiesischen Club, wo er in allen Ligaspielen eingesetzt wurde und sieben Tore erzielte, wurde er im Juli 2008 von Sporting Braga für vier Jahre unter Vertrag genommen. In der UEFA Europa League 2010/11 nahm er an allen Spielen bis zum Finaleinzug von Braga SC teil. Nach der Europa League im Saisonende verlängerte er seinen Vertrag bis 2014 bei Braga SC.
Zur Saison 2013/14 unterschrieb Mossoró einen Zweijahresvertrag beim saudischen Erstligisten Al-Ahli Sport Club Dschidda.
Im August 2014 wechselte Mossoró in die Türkei und unterschrieb beim Aufsteiger Istanbul Başakşehir FK einen Einjahresvertrag. Nach fünf Jahren wechselte er innerhalb der Liga zu Göztepe Izmir.

## Erfolge
Paulista FC
- Copa do Brasil: 2005

Internacional
- Copa Libertadores: 2006
- FIFA-Klub-Weltmeisterschaft: 2006

Sporting Braga:
- Primeira Liga: Vizemeister 2009/10
- UEFA Europa League 2010/11: Finaleinzug
- Taça da Liga: 2013

## Privates
Der Bruder von Márcio Mossoró, Francisco Antonio Marcos da Costa war ebenfalls Profifußballer.